# Villiersoides
Villiersoides is een geslacht van vlinders van de familie snuitmotten (Pyralidae), uit de onderfamilie Phycitinae.

## Soorten
- V. rosabella Marion, 1957
- V. rosalbella Marion, 1957
- V. rosealella Marion, 1957